# Nube orográfica

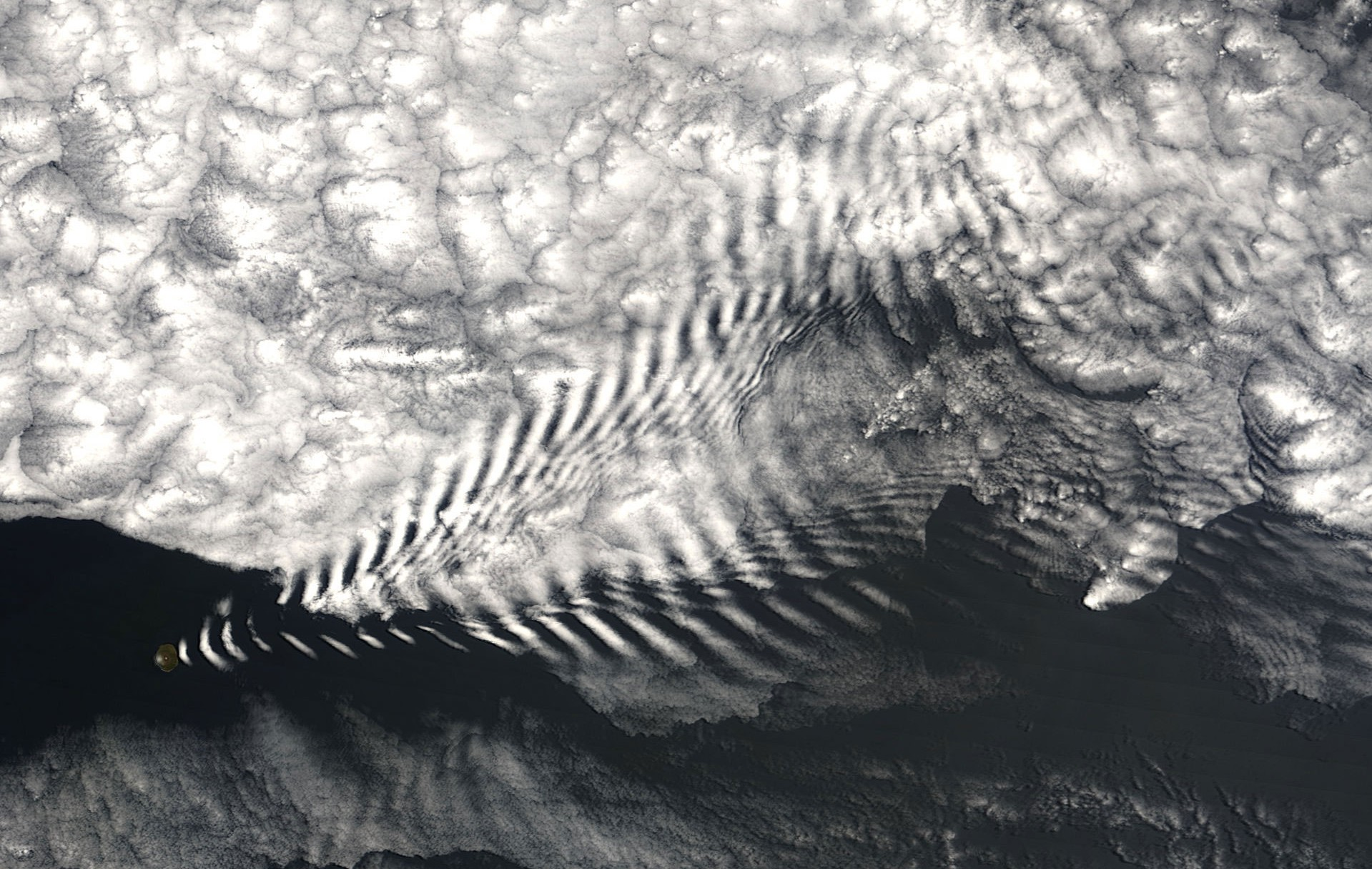
Patrón de ondas de nubes, formándose en Île Ámsterdam, lejano sudeste del océano Índico, debido al ascenso orográfico de masas de aire de las islas, produciendo bandas alternadas de humedad condensada Vs. invisibles, bajando de la isla con el aire húmedo moviéndose en ondas verticales mientras la humedad condensa y evapora sucesivamente.

Las nubes orográficas ocurren cuando una masa de aire es forzada desde una zona baja hacia otra elevación más alta, ganando terreno. Mientras la masa de aire asciende en altitud se expande y enfría adiabáticamente. Esta atmósfera enfriada no puede mantener la humedad como lo haría más caliente, entonces eso efectivamente sube la humedad relativa a 100 %, creando nubes y frecuentemente llueve.

## Efectos del ascenso orográfico

### Precipitación
Precipitación inducida por humedad de relieve ocurre en muchos lugares alrededor del mundo. Los ejemplos incluyen: 
- Las costas orientales de Australia, donde prevalecen vientos del oriente.
- Las montañas de Nueva Zelanda, con vientos prevaleciendo del oeste, del océano Pacífico.
- Los Andes del sur, con vientos del oeste, del océano Pacífico.
- Los Andes del norte, con los vientos húmedos provenientes del Amazonas y el océano Pacífico.
- El noroeste de EE. UU., Canadá (Oregón, Washington Columbia Británica) con vientos del norte del océano Pacífico. Los lugares costeros con montañas pueden tener 2500 mm de precipitación por año. Esas localidades al lado de las montañas en el paso de los sistemas de tormentas, reciben la humedad como agua líquida o como nieve.

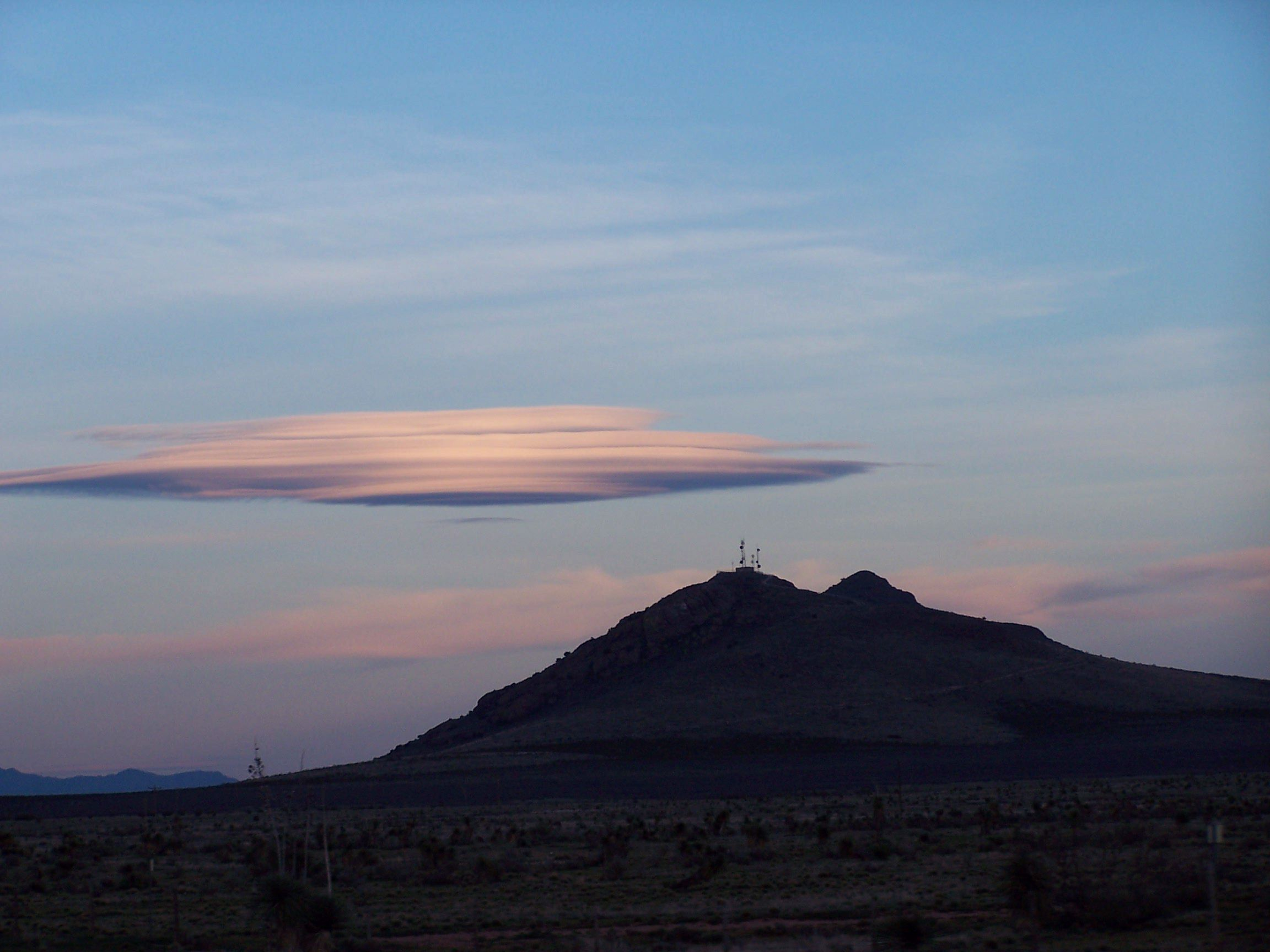
Una nube lenticular en Nueva México.

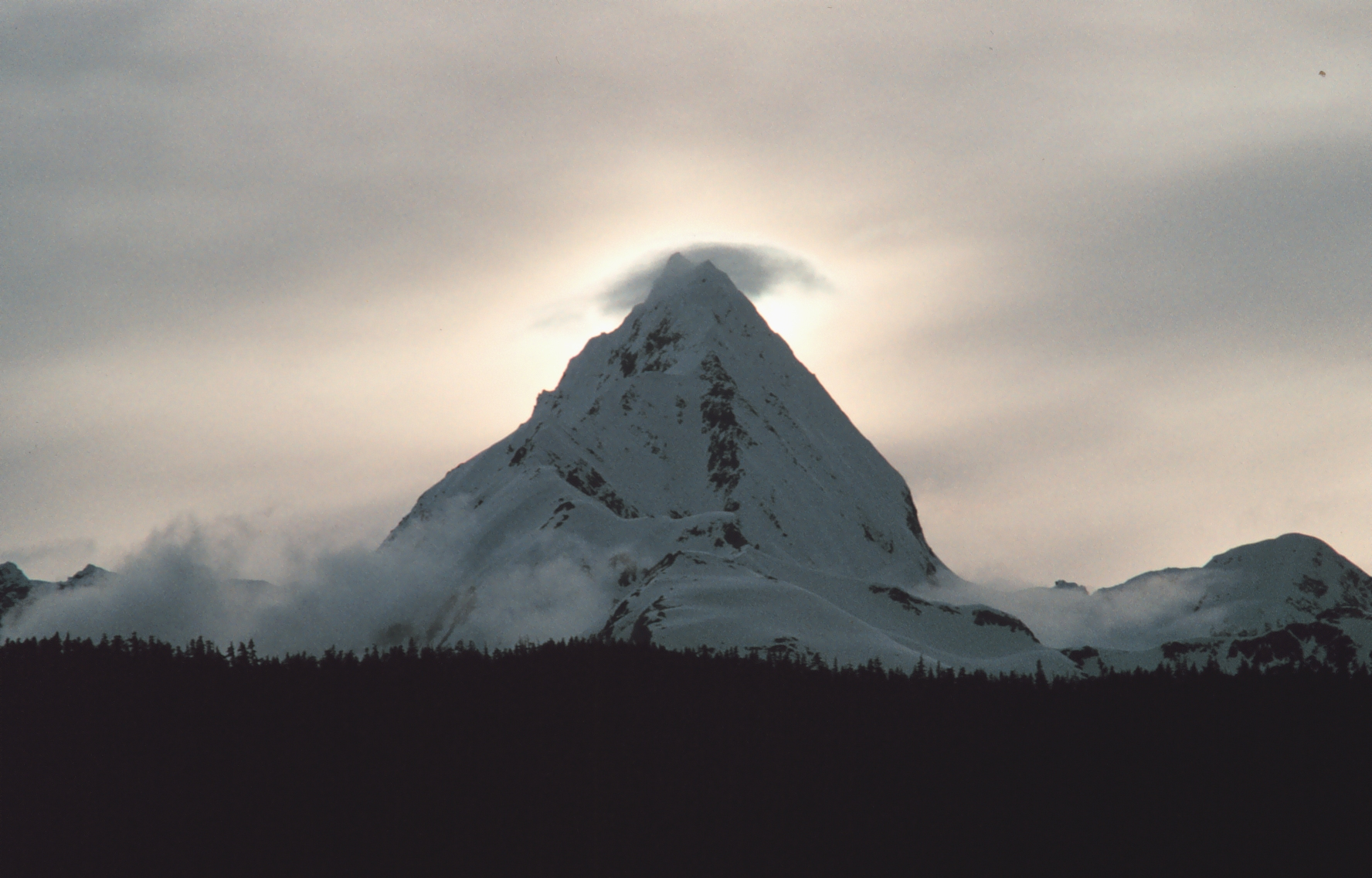
Una nube en copa.

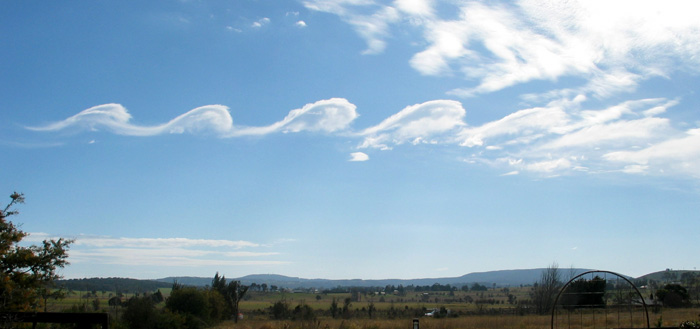
Formación de ondas de nubes sobre el Monte Duval.

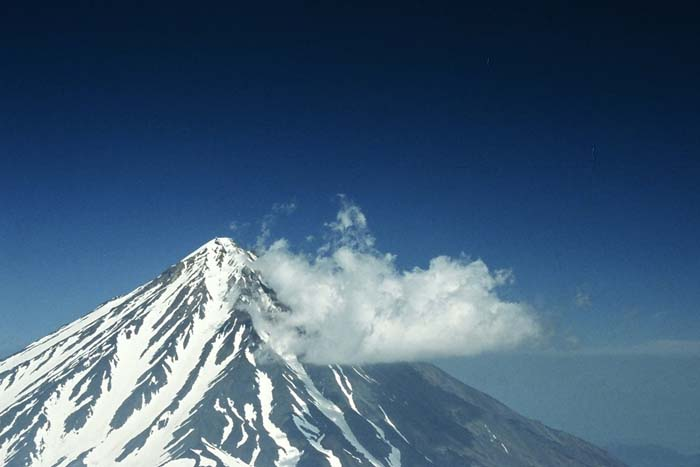
Volcán Koryaksy, Kamchatka, Rusia, bandas de nubes a la der. de los picos.

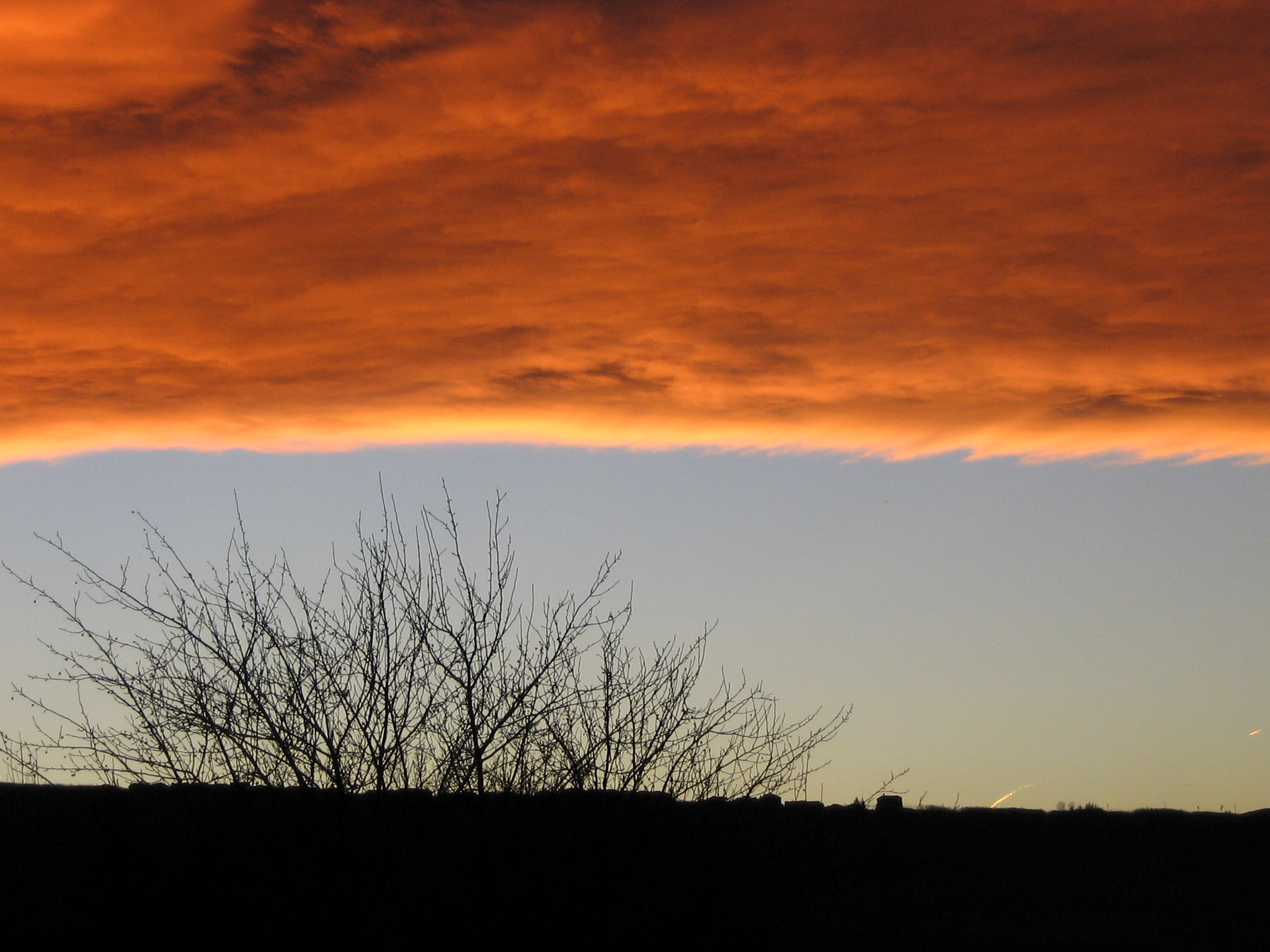
Arco Chinook en Calgary, Alberta, 19 nov 2005.

Frente en las Rockies con una "pared foehn.